# 參旗增四
獵戶座11，又名BD+15 732，HD 32549、SAO 94290、HR 1638，是獵戶座的一颗恒星，视星等为4.68，位于銀經186.18，銀緯-15.35，其B1900.0坐标为赤經4h 58m 51.2s，赤緯+15° -15.35′ 54″。